# Parafia Niepokalanego Poczęcia Najświętszej Maryi Panny w Miłkowicach
Parafia Niepokalanego Poczęcia Najświętszej Maryi Panny w Miłkowicach – parafia rzymskokatolicka w dekanacie chojnowskim w diecezji legnickiej.

## Obszar Parafii

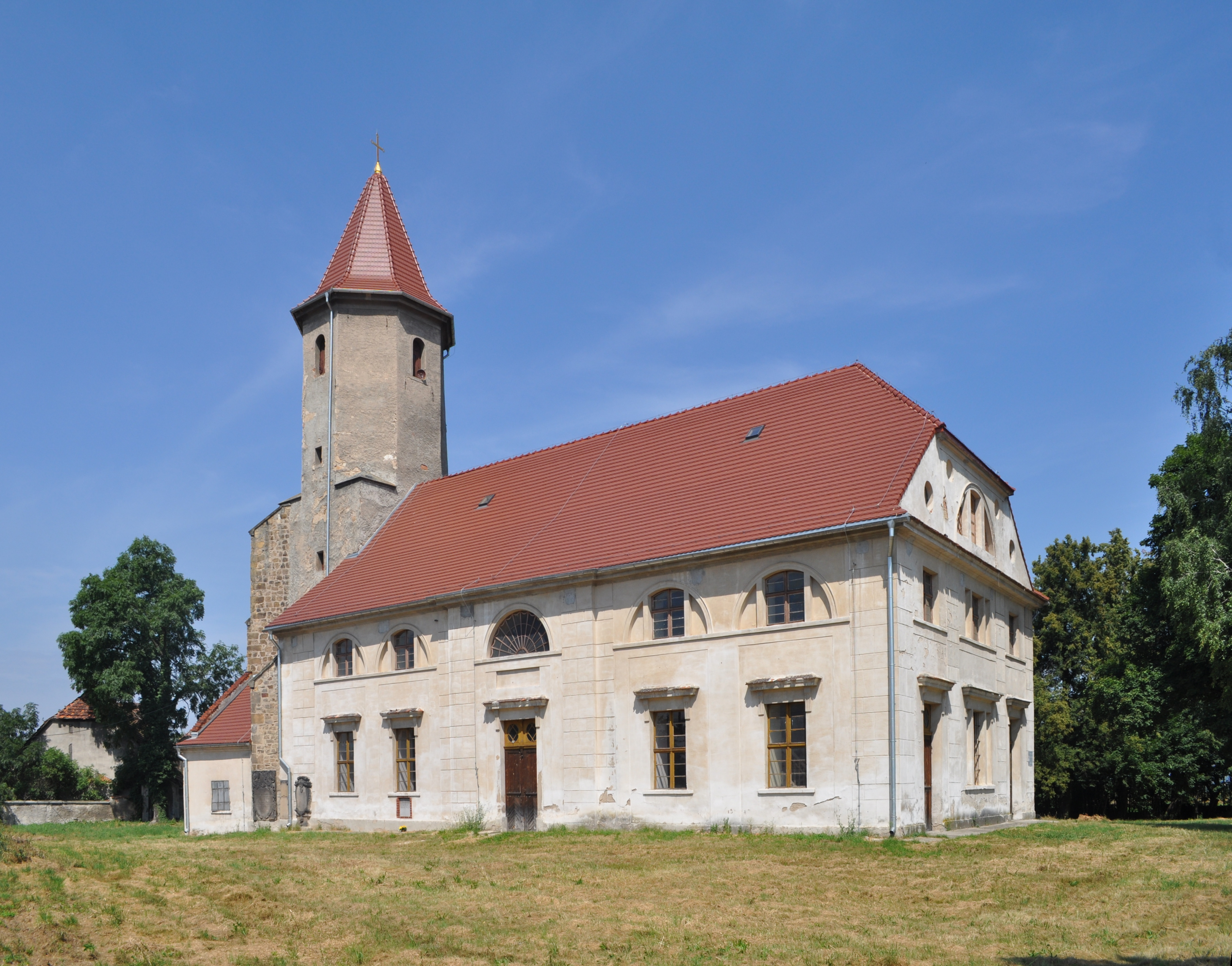
kościół filialny pw. św. Kazimierza i Matki Boskiej Ostrobramskiej w Studnicy

Miejscowości należące do parafii: Miłkowice, Studnica, Siedliska.